# King Kong (reggae)
Pour le singe de fiction, voir King Kong
Pour les articles homonymes, voir King Kong (homonymie).
King Kong est un singjay jamaïcain, né Dennis Anthony Thomas le 26 mars 1962 à Rose Lane, Kingston, Jamaïque. Son style est très proche de deux autres singjays des années 1980 : Tenor Saw et Nitty Gritty.

## Biographie
Après avoir fait partie du trio The Black Invaders, King Kong enregistre sa première chanson, Pink Eye, en 1982, pour le label Tuff Gong. Peu de temps après, il effectue un bref séjour en prison où, remarqué comme le « meilleur chanteur de la prison », il noue des contacts qui lui permettront, à sa sortie, de rencontrer King Tubby et de s'installer sur Tower Avenue, Olympic Way, Kingston 11.
King Kong commence à travailler pour le sound system Love Bounce de Tivoli Garden, le ghetto favori de King Tubby, et à enregistrer pour le label Firehouse de King Tubby. La première chanson issue de cette collaboration est This Magic Moment sur le label Great Man. Ensuite, King Kong enregistra une chanson pour un producteur anglais indépendant, Sinsemilla is Walking ; quand Tubby l'entendit, il vit King Kong comme un rival de Tenor Saw, du fait de la proximité de leur style, et King Kong devint très populaire dans les dancehalls. Il publia dans la foulée Step On Dem Corn, Aids et Babylon.
En 1985, quand la musique numérique prit le dessus sur la musique instrumentale, et que King Tubby devint le producteur le plus important, King Kong enregistra le fameux duo Two big Bull ina one Pen avec Anthony Red Rose. Fin 1985 et en 1986, il alla chez King Jammy et enregistra Legal We Legal (sur le riddim Cuss Cuss), Trouble Again et Mix Up. Ces chansons apparurent sur un album intitulé Legal We Legal mais distribué en Europe sous le titre Trouble Again. Dans le même temps, King Kong enregistra pour Black Scorpio, Bunny Lee et Prince Jazzbo. À la fin des années 1980, il partit pour les États-Unis et le Canada, où il fonda le label Conscious Music.
En 1989, il enregistra l'album He Was A Friend en hommage à son ami et rival Tenor Saw, mort prématurément. Quelques années plus tard, il part pour Londres et travaille avec Mafia & Fluxy, Fashion Records et Gussie P. Il collabora également avec le label Massive B, basé à New York. Il enregistra un dubplate intitulé Call Mr Madden en 1990.  Deux ans plus tard, Bobby Konders décida de sortir ce dubplate en single et la chanson devint un hit sur la scène dancehall. Quelques années après, les Fugees utilisèrent ce titre pour leur plus grand hit Fu-Gee-La. Malgré tout la présence de King Kong dans le monde du reggae se fit sporadique.
Après avoir été libéré de prison en 1996 et expulsé en Jamaïque, il revient chez King jammy et enregistra Seize All Guns et Break Down The Walls, mais c'est Massive B qui redécouvrit son talent et ses capacités artistiques ; il enregistra pour eux Jah Is My Best Friend, Earth Is The Lord et I Feel A Joy.
King Kong s'installa en Éthiopie en 2007.

## Discographie
- 1986 - Trouble Again (Greensleeves)
- 1986 - Musical Confrontation (Nitty Gritty & King Kong) (Jammys)
- 1986 - Two Big Bull In A One Pen (Red Rose & King Kong) (Firehouse)
- 1986 - Legal We Legal (Live & Love)
- 1987 - Identify Me (Black Solidarity)
- 1987 - Big Heavy Load (Striker Lee)
- 1987 - Musical Terrorist (Our Land Sound)
- 2005 - Rumble Jumble Life (Massive B)
- 2008 - Jah Is The Ruler (Koogah Sound)
- 2013 - Ethiopian Dream (King Shiloh Records)
- 2017 - In The Old Capital (Old Capital Records)
- 2018 - Repatriation